# Kluzov
Kluzov, 1939–1945 Lusov (deutsch Alt Brünn, 1939–1945 Lusau) ist ein Ortsteil der Gemeinde Haňovice und Teil der Gemarkung Haňovice in Tschechien. Er liegt vier Kilometer südwestlich von Litovel und gehört zum Okres Olomouc.

## Geographie
Kluzov erstreckt sich beiderseits des Flüsschens Loučka am nordöstlichen Fuße des Drahaner Berglandes am Rande der Obermährischen Senke (Hornomoravský úval). Südwestlich erhebt sich der Rampach (418 m), im Westen die Baterie (387 m) und nordwestlich die Parduska (379 m). Östlich verläuft die Bahnstrecke Červenka – Prostějov, die dortige Bahnstation trägt den Namen Myslechovice.
Nachbarorte sind Chudobín im Norden, Na Řádkách, Bytovky und Haňovice im Osten, Myslechovice im Südosten, Žmole und Loučka im Südwesten, Savín und Nová Ves im Westen sowie Měrotín im Nordwesten.

## Geschichte
An der Stelle von Kluzov befand sich das Dorf Staré Debrní, das in den unruhigen Zeiten des 15. Jahrhunderts erlosch. In der Mitte des 16. Jahrhunderts begann unter Joachim und Bernhard Zoubek von Zdětín auf Haňovice eine Wiederbesiedlung des wüsten Ortes, der 1552 als Kluczen bezeichnet wurde. Nach dem Tode von Bernhard († 1569) und Joachim († 1571) verkaufte Bernhards Sohn Jan Bohuslav Zoubek von Zdětín die ererbte Herrschaft an Jan Proček von Zástřizl. 1584 erbte dessen Sohn Bernard Prakšický von Zástřizl den Besitz. Ab 1590 wurde die Ansiedlung Dobrní bzw. Dobrň, 1608 Klosoff, ab 1622 Klučov, 1631 Klosůw, ab 1632 Klusov, ab 1657 Kluzov, 1672 als Klausow und ab 1676 Klusow bzw. Klussow genannt. Nach der Schlacht am Weißen Berg wurde Bernard Prakšický verhaftet und verstarb 1622 auf der Festung Spielberg. Seine Güter, darunter auch ein Anteil von Klučov wurden konfisziert und dem Olmützer Domkapitel übereignet. Ein kleiner Teil des Ortes war nach Chudobín untertänig. Die Matriken werden seit 1631 in Cholina geführt. 1710 wurden für Klusov Grundbücher angelegt. Im Jahre 1716 bestand die Ansiedlung aus sechs Chalupnern. Ab 1771 wurde das Dorf als Alt Brünn und Klusovium bezeichnet. 1790 war der Ort auf neun Häuser angewachsen und hatte 65 Einwohner.
Im Jahre 1834 lebten in den 22 Häusern von Klusov/Alt Brünn, von denen vier nach Chudobín untertänig waren, insgesamt 138 Personen. Bis zur Mitte des 19. Jahrhunderts blieb das Dorf immer anteilig dem Olmützer Kapitel bzw. der Herrschaft Chodobín untertänig.
Nach der Aufhebung der Patrimonialherrschaften bildete Staré Brno/Alt Brünn ab 1850 einen Ortsteil der Gemeinde Haňovice in der Bezirkshauptmannschaft Littau. Als tschechischer Ortsname setzte sich in den 1850er Jahren Klusov durch. Ab 1885 wurde die Schreibweise Klůzov verwendet, nebenher waren auch die volkstümlichen Bezeichnungen Klozov und Starý Brno üblich. Im Jahre 1900 bestand der Ort aus 26 Häusern und hatte 154 durchweg tschechische Einwohner. 1914 wurde die Lokalbahn Littau–Groß Senitz in Betrieb genommen. Der heutige Ortsname Kluzov wurde 1921 eingeführt. Während der deutschen Besetzung erfolgte 1939 eine Umbenennung in Lusov/Lusau, die nach Kriegsende wieder rückgängig gemacht wurde. Nach der Auflösung des Okres Litovel kam der Ort mit Beginn des Jahres 1961 zum Okres Olomouc. 1980 wurde Kluzov zusammen mit Haňovice nach Litovel eingemeindet. Nach der Samtenen Revolution lösten sich Haňovice und Kluzov zum 1. Jänner 1991 wieder von Litovel los und bildeten eine eigene Gemeinde. Im selben Jahre wurden in Kluzov 80 Einwohner gezählt. Beim Zensus von 2001 lebten in den 29 Häusern von Kluzov 82 Personen.

## Brauchtum
Seit dem 19. Jahrhundert wurde in Kluzov alljährlich am Sonntag nach Allerheiligen die Kirmes (hody) gefeiert. Der unter kommunistischer Herrschaft erloschene Brauch wurde 1999 auf Initiative Alteingesessener wieder aufgenommen. Im Jahre 2001 übernahm die Gemeindeverwaltung Haňovice die Organisation und seit 2006 der Bürgerverein „Haňovští“.

## Sehenswürdigkeiten
- Steinernes Kreuz am westlichen Ortsausgang nach Haňovice